# Everything Destroys You
Everything Destroys You är Deathstars femte studioalbum. Det kommer att utges den 5 maj 2023 på etiketten Nuclear Blast.

## Låtlista
1. This Is
2. Midnight Party
3. Anti All
4. Everything Destroys You
5. Between Volumes and Voids
6. An Atomic Prayer
7. Blood for Miles
8. The Churches of Oil
9. The Infrahuman Masterpiece
10. Angel of Fortune and Crime